# Латынин, Борис Александрович
Борис Александрович Латынин (1899—1967) — советский учёный-археолог, доктор исторических наук (1962).

## Биография
Родился 17 сентября (30 сентября по новому стилю) 1899 года в Ашхабаде.
В 1904 году, после смерти отца, служившего в Ташкентской судебной палате, вся семья переехала в Петербург. В 1920 году Борис поступил в Петроградский археологический институт, который позднее был присоединен к Ленинградскому государственному университету и стал археологическим отделением факультета общественных наук. В 1923 году, по окончании университета, был оставлен сотрудником археологического отделения, а в 1926 году зачислен в аспирантуру этого вуза.
Одновременно с учёбой в аспирантуре, с 1924 года работал в Государственной Академии истории материальной культуры (ГАИМК) и в Институте языка и мышления Академии наук СССР. В 1929 году окончил аспирантуру, в 1931 году был принят научным сотрудником в новый, создавшийся тогда отдел доклассового общества Государственного Эрмитажа. Свою кандидатскую диссертацию Латынин посвятил курганам бронзового века степей и лесостепей Восточной Европы.
С самого начала своей научной деятельности Б. А. Латынин интересовался проблемами происхождения и хронологии культур неолита и бронзового века. Изучал археологические коллекции эпохи бронзы, хранящихся в музеях Украины, Кавказа, Поволжья и Средней Азии. Собрав огромный материал, составил картотеку по коллекциям музеев. В этой картотеке были представлены фотографии керамики и вещей, пропавших во время Великой Отечественной войны.
Когда в 1930-х годах по всему Советскому Союзу начались крупные стройки, Б. А. Латынин стал организатором археологических исследований на местах новостроек, принимал участие в экспедициях. Вёл полевые археологические работы в Закавказье, Средней Азии, на Десне и Среднем Поволжье.
В 1935 году, как неблагонадёжный, был необоснованно репрессирован. Сначала находился в ссылке в Куйбышеве (ныне Самара), где по 1936 год работал в краевой комиссии по охране исторических памятников, принимал участие в работах областного краеведческого музея, вел раскопки средневекового мордовского Барбашинского могильника. В 1936—1944 годах Б. А. Латынин находился в лагерях на Колыме (СевВостЛаг), в 1944—1946 годах — на вольных поселениях Дальнего Востока. С 1946 года, находясь под надзором, работал научным сотрудником в Сызранском краеведческом музее. В лагерях потерял ногу.
С 1953 года и до конца жизни Борис Александрович был старшим научным сотрудником в отделе истории первобытной культуры Государственного Эрмитажа. В 1957 году был реабилитирован. В 1962 году он защитил докторскую диссертацию на тему «Вопросы истории ирригации и орошаемого земледелия Ферганы». Написал ряд научных трудов.
Умер 11 июня 1967 года в Ленинграде.